# 道の駅うらほろ
道の駅うらほろ（みちのえき うらほろ）は、北海道十勝郡浦幌町にある国道38号の道の駅である。
2009年（平成21年）9月11日に開業し、約1年間で約28万人が利用している。

## 道路
- 国道38号

## 主な施設
- 駐車場
  - 普通車：74台
  - 大型車：5台
  - 身障者用 : 2台
- トイレ（いずれも24時間利用可能）
  - 男：大2器、小4器
  - 女：6器
  - 身障者用：1器
- 公衆電話：1台
- 観光案内所
- 特産品販売コーナー
- テイクアウトコーナー
- 休憩コーナー
- 芝生広場
- AED（自動体外式除細動器）配備施設

## 休館日
- 年末年始（12月30日 - 1月5日）[3]

## アクセス
- 帯広市まで約49km
- 釧路市まで約72km
- JR浦幌駅まで徒歩約22分

## 周辺
- うらほろ森林公園（営業期間 4月29日 - 10月31日）[3]
- うらほろ留真温泉[3]
- 昆布刈石展望台